# Virtuosity
Virtuosity es una película estrenada en 1995. Se trata de una película de acción y de ciencia ficción dirigida por Brett Leonard, y protagonizada por Denzel Washington y Russell Crowe. Howard W. Koch, Jr. es el productor ejecutivo de la película. La película tuvo un presupuesto estimado de $30 millones, pero solo recaudó $24 millones. La película se estrenó en los Estados Unidos el 4 de agosto de 1995.

## Trama
En Los Ángeles, el teniente Parker Barnes y John Donovan están rastreando a un asesino en serie llamado SID 6.7 en un restaurante de realidad virtual. SID (abreviatura del término inglés Sadist Intelligently Dangerous, Sádico Inteligentemente Peligroso), es una amalgama en realidad virtual de los asesinos en serie más violentos a lo largo de la historia, que pone a Donovan en shock causándole la muerte, mientras que Barnes es sacado aparentemente sin daño alguno.
Se observa que en realidad, Barnes y Donovan fueron seleccionados como voluntarios para experimentar un nuevo sistema de entrenamiento policíaco basado en realidad virtual, donde SID 6.7 es el principal objetivo de los posibles entrenados. El programa es supervisado por el director Clyde Reilly, la comisario Elizabeth Deane y su socio William Wallace. El proyecto es creado por el programador Dr. Darrel Lindenmeyer. Como consecuencia de los desastrosos resultados, se ordena la cancelación del proyecto. 
Parker Barnes es un expolicía encarcelado por matar a Mateo Grimes, un terrorista político con una gran obsesión por las transmisiones televisivas en vivo, que mató a la esposa e hija de Parker y a transeúntes inocentes. Esto causó que Parker se convirtiese en un asesino convicto y fuera condenado 17 años a cadena perpetua. Durante el asesinato de su familia, Barnes pierde el brazo izquierdo, por lo que tras su detención le es colocada una prótesis robótica.
Tras su salida del programa de realidad virtual, Barnes se reúne con la psicóloga criminal Dra. Madison Carter, tras una pelea con otro preso, Big Red, quien responsabilizó a Barnes por la muerte de Donovan. En paralelo, Lindenmeyer comienza una charla con SID, donde le comenta que está a punto de ser cancelado, debido a su alto grado de manipulación. Además de SID, Lindenmeyer también se encontraba trabajando en una nueva tecnología en base a nanobots, por la cual podía traer a la realidad a figuras creadas a través de la realidad virtual. Es allí donde, utilizando la programación de una serpiente y enseñando a Shelia 3.2, una prostituta creada con la misma tecnología virtual que SID y la serpiente, Lindenmeyer convence al director Reilly de probar la nueva tecnología en base a nanobots, para traer a Shelia a la realidad.
Sin embargo, cuando se preparan para poner en marcha el nuevo proyecto, Lindenmeyer reemplaza el módulo de Shelia 3.2 por el de SID 6.7, trayendo al asesino a la realidad. SID 6.7, ahora transformado en un humanoide a base de nanotecnia, mata a Reilly y escapa hacia el mundo real. Deane y el Departamento de Policía de Los Ángeles, cuyo jefe es William Cochran, se anotician de lo ocurrido y le ofrecen a Barnes un trato: si él atrapa a SID y lo trae de vuelta a la realidad virtual, recuperará su libertad. Pese a ello, le es implantado un rastreador por el cual se lo ejecutará con una descarga eléctrica, en caso de no cumplir con el objetivo. 
Barnes acepta y con la ayuda de Carter, descubren que Mateo Grimes, el terrorista que mató a la esposa e hija de Barnes, es una parte del perfil y personalidad de SID 6.7. Por su parte, SID vaga por la ciudad, hasta dirigirse a un club nocturno en la Zona Media. Allí, inicia una matanza con toma rehenes, que finaliza con la intervención de Barnes y Carter. En esa intervención, Barnes dispara contra SID, pero este huye en un patrullero a pesar de los impactos de proyectiles. En ése punto se revela también la nueva capacidad de SID de regenerarse, tomando contacto o ingiriendo trozos de vidrio. 
Al día siguiente y guiado por una transmisión en vivo, SID se dirige al Gran Auditorio Olímpico de Los Ángeles, donde se está desarrollando un evento de lucha libre. SID irrumpe en la arena iniciando una gran matanza, que es tomada en vivo por la transmisión. Barnes llega al Estadio para capturar a SID, pero este escapa hacia una estación de trenes. Cuando Barnes llega a la estación, SID aborda un tren y toma de rehén a una pasajera. La situación se complica cuando tras realizarse un intercambio de disparos entre Barnes y SID, este último mata a la rehén de una manera que hace creer a los testigos que el asesino fue Barnes.
Como consecuencia de ello, Barnes es enviado a prisión. Sin embargo, su traslado se detuvo y sus custodios asesinados por el propio SID, quien le da a entender que solamente disfruta de su derrotero,  si es Barnes quien lo persigue. Tras liberar a Barnes, SID vuelve a escapar en busca de un nuevo escenario para cometer delitos.
Barnes se reúne con Carter y le explica lo sucedido con su escape, por lo que concuerda que Barnes es inocente. Carter se comunica con Cochran para comentarle lo sucedido, por lo que este último se dirige hacia el centro de monitoreo, donde Wallace y Deane se estaban preparando para ejecutar a Barnes. Cochran destruye el centro de monitoreo e inhabilita el rastreador, permitiendo que Barnes busque a SID con total libertad.
En paralelo, SID inicia un terrible plan para atraer la atención de Barnes, por lo que toma por asalto un canal de televisión en vivo, asesinando delante de cámaras a un entrevistado. Allí, revela la intención principal de su plan, que es el haber secuestrado a Cathy, la hija de Carter. Más allá de su obsesión por el aumento de la audiencia, SID logra atraer a Barnes al canal, iniciándose una persecución que finaliza con Barnes arrojando a SID al vacío, cayendo este último y atravesando unos paneles de vidrio. Barnes baja para cerciorarse de que SID ha sido derrotado, encontrándolo severamente mutilado, sin embargo, SID aprovecha los restos de vidrio sobre los que cayó para tratar de regenerarse. Tras un forcejeo, Barnes logra retirarle el módulo desactivando a SID de su forma humanoide.
Tras lo sucedido, la escena se retrotrae al momento de la lucha en la azotea del edificio, siendo en este caso Barnes quien termina cayendo y aparentemente muriendo. Barnes se reincorpora y regresa hacia donde se encuentra SID. Este por su parte, es enfrentado por Carter quien comienza a preguntarle donde tiene secuestrada a Cathy. SID revela la ubicación de la niña, pero se sorprende de ver a Barnes con vida, quien a su vez le revela que fue devuelto a la realidad virtual. Por su parte, Lindenmeyer se revela de su escondite y maravillado de ver lo realizado por SID, finge cooperar con Cochran en la búsqueda de la niña, pero una vez que rescatan a Carter de la realidad virtual, Lindenmeyer traiciona y asesina a Cochran y comienza a manipular su máquina de realidad virtual para destruir la mente de Barnes. Carter reacciona de su estado de inconsciencia y tras intentar revertir la máquina para rescatar a Barnes, es atacada por Lindenmeyer al que termina matando con el arma de Cochran. Carter rescata a Barnes y SID enfurece por lo que ha sido su regreso a la realidad virtual, siendo finalmente desconectado. Barnes y Carter llegan hacia el tanque de ventilación en la azotea de la estación de televisión, donde según SID, Cathy se encuentra secuestrada. Sin embargo, un detalle que SID le reveló a Barnes es que el recinto se halla conectado a una bomba que, de acceder al tanque por los canales normales, estallaría. Barnes ingresa a través de la parte superior a expensas de una prótesis que lleva en su brazo izquierdo y comienza a manipular el artefacto logrando finalmente desactivarlo. Luego de que Cathy es devuelta a su madre, Barnes sube a lo alto de la azotea del edificio y arroja desde allí el módulo de SID 6.7, el cual es destruido tras ser aplastado por las ruedas de un vehículo.

## Reparto
- Denzel Washington como el teniente Parker Barnes, que fue encarcelado después de matar a un terrorista que mató a su familia.
- Russell Crowe como SID 6.7, una entidad de realidad virtual que más tarde se convierte en un androide regenerable.
- Kelly Lynch como la Dra. Madison Carter, una psicóloga criminal que ayuda a Barnes a entender el comportamiento de SID y a poder atraparlo.
- Stephen Spinella como el Dr. Darrel Lindenmeyer, creador de las entidades SID 6.7 y Sheila 3.2
- William Forsythe como William Cochran, oficial de la policía que ayuda a Barnes y Carter en la lucha contra SID.
- Louise Fletcher como la Comisaria Elizabeth Deane.
- William Fichtner como Wallace.
- Costas Mandylor como John Donovan.
- Kevin J. O'Connor como Clyde Reilly.
- Kaley Cuoco como Karin Carter, la hija de Madison, quien fue secuestrada por SID para poner a prueba a Barnes (Este rol fue el debut de Cuoco en el cine).
- Christopher Murray como Matthew Grimes.
- Mari Morrow como Linda Barnes.
- Johnny Kim como el encargado de tecnología virtual del laboratorio.
- Heidi Schanz como Sheila 3.2, entidad virtual con forma de prostituta.
- Traci Lords como una presentadora televisiva.
- Gordon Jennison Noice como el cacique Rojo Grande.
- Michael Buffer como él mismo.

## Recepción
La película recibió en su mayoría muchas críticas negativas. Cuenta con una puntuación baja del 33% en Rotten Tomatoes. Basado en 30 comentarios, con el 32% de la audiencia indica que les gustó. También tiene una puntuación de 39 sobre 100 en Metacritic basado en 17 opiniones.

La película fue nominada a la Mejor Película en el Festival de Cine de Sitges, perdiendo al Ciudadano X.